# Joseph John Martin

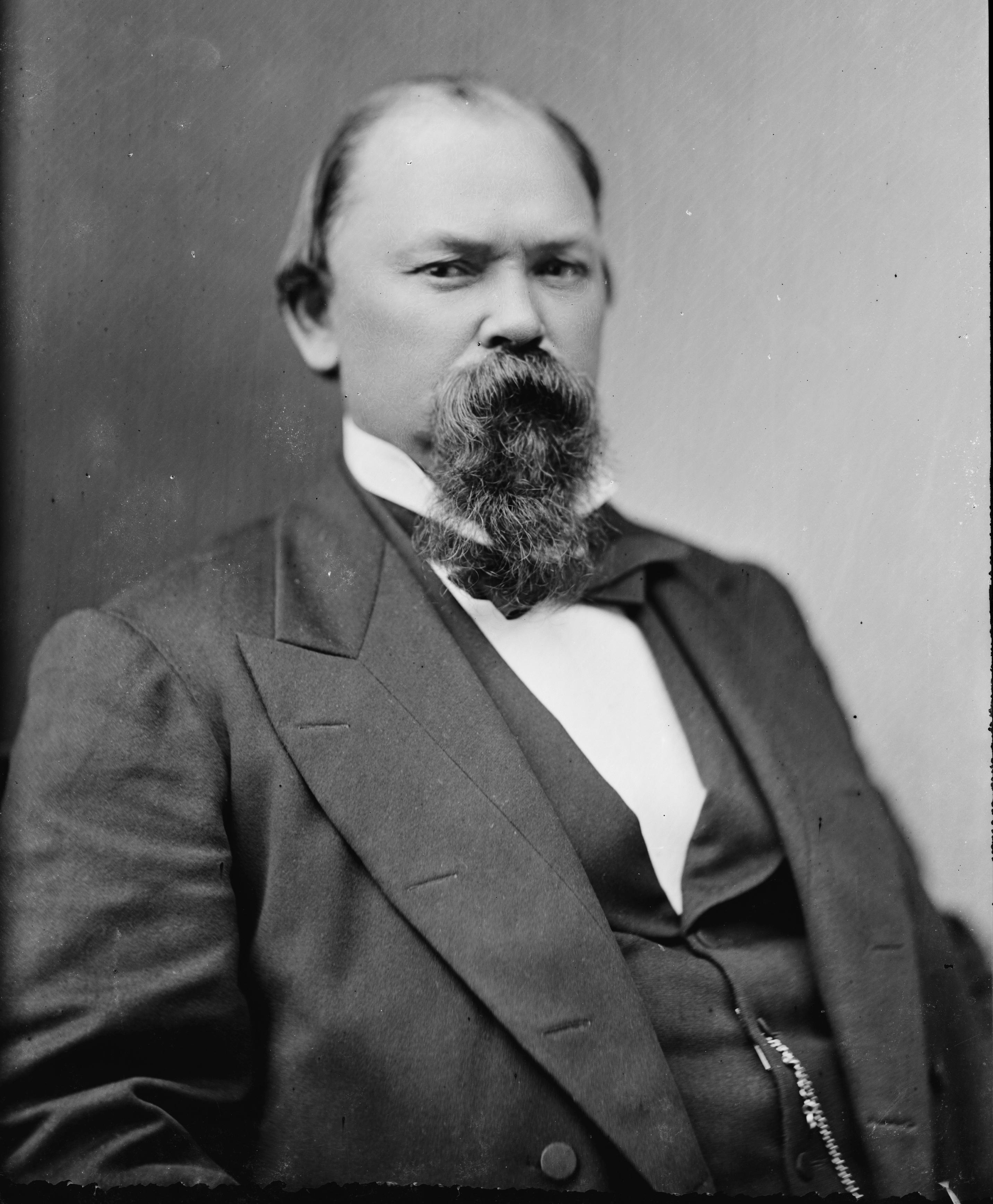
Joseph John Martin

 Joseph John Martin (* 21. November 1833 in Williamston, Martin County, North Carolina; † 18. Dezember 1900 in Tarboro, North Carolina) war ein US-amerikanischer Politiker. Zwischen 1879 und 1881 vertrat er den Bundesstaat North Carolina im US-Repräsentantenhaus.

## Leben
Joseph Martin besuchte zunächst die Williamston Academy. Nach einem anschließenden Jurastudium und seiner 1859 erfolgten Zulassung als Rechtsanwalt begann er in diesem Beruf zu arbeiten. Außerdem wurde er Staatsanwalt im Martin County. Zwischen 1868 und 1878 fungierte er als Staatsanwalt im zweiten Gerichtsbezirk von North Carolina.
Politisch wurde Martin Mitglied der Republikanischen Partei. Im Jahr 1876 war er Delegierter zur Republican National Convention in Cincinnati, auf der Rutherford B. Hayes als Präsidentschaftskandidat nominiert wurde. Bei den Kongresswahlen des Jahres 1878 wurde Martin im ersten Wahlbezirk von North Carolina in das US-Repräsentantenhaus in Washington, D.C. gewählt, wo er am 4. März 1879 die Nachfolge des Demokraten Jesse Johnson Yeates antrat, den er bei der Wahl geschlagen hatte. Yeates legte gegen den Ausgang dieser Wahl Widerspruch ein, dem aber erst am 29. Januar 1881, wenige Wochen vor dem regulären Ende der Legislaturperiode des Kongresses, stattgegeben wurde. An diesem Tag musste Martin sein Mandat an Yeates abtreten, der dann bis zum 3. März desselben Jahres die Legislaturperiode beendete.
Nach seinem Ausscheiden aus dem US-Repräsentantenhaus praktizierte Joseph Martin wieder als Anwalt. Im Jahr 1897 wurde er Posthalter in Tarboro. Dieses Amt bekleidete er bis zu seinem Tod am 18. Dezember 1900.